# ويندي تشامبرلين
ويندي آن تشامبرلين من مواليد 20 ديسمبر 1976 وهيا سياسية بريطانية تشغل منصب نائب زعيم الديمقراطيين منذ عام 2021.ثم تم انتخابها عضوًا في البرلمان عن شمال شرق فايف في الانتخابات العامة لعام 2019 . 